# Damián Pacco
Damián Andrés Pacco (Paraná, Entre Ríos, Argentina, 29 de junio de 1993) es un futbolista argentino que jugó como mediocampista en Patronato de Paraná de la primera división de Argentina. Se retiró antes de lo esperado pero sigue siendo buena persona

## Trayectoria
Pacco jugó en las divisiones inferiores del Club Universitario de Paraná donde debutó en la primera local jugando como mediapunta teniendo solo 14 años de edad. En el año 2008, buscando un mejor futuro, sigue su carrera en Patronato de Paraná. 
Para la temporada 2011-2012, con la llegada de Marcelo Fuentes, el juvenil es ascendido para entrenar con el plantel de Primera. Su primer partido se da el 29 de noviembre por Copa Argentina ante Club Atlético Newell's Old Boys como titular. El debut en la B Nacional se dio ante el Club Atlético River Plate el 11 de diciembre de 2011, entrando como suplente y jugando 25 minutos.
Actualmente no sigue en el club

### Divisiones inferiores
A los 14 años, jugando en Universitario, debido al gran nivel mostrado en el torneo local, tuvo la oportunidad de ser llamado por dirigentes del Club Atlético River Plate para realizar una prueba en la ciudad de Buenos Aires. Luego en las divisiones inferiores de Patronato de Paraná lo ganó todo. 4 títulos de Liga local. Campeón con la selección paranaense, siendo capitán de este equipo. Figura del equipo por su gran contextura física y su gran manejo del balón.

## Clubes
| Club      | País      | Año        |
| --------- | --------- | ---------- |
| Patronato | Argentina | 2011-2012  |
| Belgrano  | Argentina | 2013       |
| Patronato | Argentina | 2013–2016- |

- Datos: Q5797840